# Sulcophanaeus velutinus
Sulcophanaeus velutinus là một loài bọ cánh cứng trong họ Bọ hung (Scarabaeidae).